# Reederei Barthold Richters
Die Reederei Barthold Richters war eine Hamburger Seereederei, die von dem Reeder und Kapitän Barthold Richters (1896–1989) im Jahre 1919 gegründet und bis zur Insolvenz 1979 geführt wurde.

## Geschichte
Die Reederei betrieb während der Zeit ihres Bestehens 50 Schiffe. Bekannt wurde der 1927 von der Neustädter Slip-Werft erbaute und 1933 von Richters gekaufte Viermastschoner Flottbek. Das Schiff ging mit Barthold Richters als Kapitän am 5. September 1935 auf einer Fahrt von Danzig nach Riga etwa 10 Seemeilen nordöstlich von Hela verloren. Hierbei starben neun Besatzungsmitglieder und eine Passagierin, es überlebten nur drei Besatzungsmitglieder, darunter der Kapitän.
Barthold Richters war die erste westdeutsche Reederei, die Schiffe von der DDR-Werft Neptun bauen ließ und insgesamt 40 Schiffe abnahm, insbesondere die Schiffe der Ilri-Baureihe. Viele der Schiffe blieben allerdings nur sehr kurz im Besitz der Reederei, bevor sie weiterveräußert wurden. 1979 verkaufte Barthold Richters aus Altersgründen den Neubauauftrag der letzten 6 Schiffe an die Reederei Reeckmann und beendete damit die Aktivitäten der Reederei.